# Spy Classroom
Spy Classroom (яп. スパイ教室 Супай кё:сицу, «Шпионский класс», также известно под названием Spy Room) — ранобэ, написанное Такэмати и проиллюстрированное Томари. Издательство Fujimi Shobo к июню 2025 года выпустило под своим импринтом Fujimi Fantasia Bunko тринадцать томов основной серии и пять сборников рассказов. Адаптация ранобэ в формате манги с иллюстрациями Канамэ Сэу публиковалась в журнале Monthly Comic Alive издательства Media Factory с мая 2020 по апрель 2022 года и была издана в трёх томах-танкобонах. С июня 2022 года в этом же журнале одновременно публикуются вторая и третья части манга-адаптации, иллюстраторами которых стали Бэнисякэ и Сэу соответственно.
Студией Feel ранобэ адаптировано в формат аниме-сериала, трансляция которого проходила с января по март 2023 года. Второй сезон сериала транслировался с июля по сентябрь 2023 года.

## Сюжет
После катастрофической войны в обществе пришло понимание того, что современное оружие слишком мощное и разрушительное. Так закончилась эпоха открытых войн и началась эпоха скрытных войн, заключающихся в борьбе за информацию и применении хитрости; война шпионов. Клаусу, единственному выжившему члену команды шпионов под названием «Инферно», было поручено создать команду, специализирующейся на «невыполнимых миссиях». «Невыполнимая миссия» — это миссия, которую ранее провалила команда шпионов, что привело к повышению уровня безопасности, в результате чего вероятность провала миссии составляет 90 процентов. Семь девушек, завербованные Клаусом, — все они провалили миссии и являются худшими из числа выпустившихся из шпионских школ. У Клауса есть всего месяц, чтобы научить их всему, что он знает, и, в свою очередь, девушкам придётся использовать все возможные уловки, чтобы выжить.

## Персонажи
Клаус (яп. クラウス Кураусу) / Пламя (яп. 燎火 Рё:ка) — самопровозглашённый «величайший шпион в мире» и глава организации «Светильник». Вопреки званию, очень плох в преподавании, поскольку делает вещи интуитивно.
Сэйю: Юитиро Умэхара
Лили (яп. リリィ Рири:) / Цветочный сад (яп. 花園 Ханадзоно) — девушка с серебристыми волосами. Специализируется на ядах.
Сэйю: Сора Амамия
Грета (яп. グレーテ Гурэ:тэ) / Драгоценная дочь (яп. 愛娘 Манамусумэ) — девушка с рыжими волосами. Специализируется на маскировке.
Сэйю: Мику Ито
Сибилла (яп. ジビア Дзибиа) / Пандемониум (яп. 百鬼 Хякки) — девушка с белыми волосами. Специализируется на кражах и является самой спортивной из команды.
Сэйю: Нао Тояма
Моника (яп. モニカ) / Блеск (яп. 氷刃 Хё:дзин) — девушка с лазурными волосами. Самая талантливая шпионка среди девушек.
Сэйю: Аой Юки
Тиа (яп. ティア) / Толковательница снов (яп. 夢語 Юмэгатари) — девушка с чёрными волосами. Мастер в переговорах.
Сэйю: Сумирэ Уэсака
Сара (яп. サラ) / Лужайка (яп. 草原 Со:гэн) — девушка с каштановыми волосами. Специализируется на разведении животных.
Сэйю: Аянэ Сакура
Аннетт (яп. アネット Анэтто) / Забвение (яп. 忘我 Бо:га) — девушка с пепельно-розовыми волосами. Носит повязку на левом глазу. Хорошо разбирается в инженерии.
Сэйю: Томори Кусуноки
Эрна (яп. エルナ Эруна) / Дурочка (яп. 愚人 Гудзин) — девушка с золотыми волосами. Восьмая и самая молодая член организации «Светильник», прибывшая во дворец Кагэро на день позже других девушек. Специализируется на прогнозировании неудач.
Сэйю: Инори Минасэ

## Медиа

### Ранобэ
Ранобэ Spy Classroom, написанное Такэмати и проиллюстрированное Томари, выпускается под импринтом Fujimi Fantasia Bunko издательства Fujimi Shobo с 18 января 2020 года. На июнь 2025 года было выпущено тринадцать томов основной серии и пять сборников рассказов. Консультантом по огнестрельному оружию в серии выступил писатель Асаура.
В январе 2021 года американское издательство Yen Press объявило о приобретении прав на выпуск томов ранобэ на английском языке. Во время New York Comic Con, проходившем в октябре 2022 года, Yen Press объявило о приобретении прав на выпуск сборников рассказов.

#### Список томов
Основная серия
| №  | Дата публикации     | ISBN                   |
| -- | ------------------- | ---------------------- |
| 01 | 18 января 2020 г.   | ISBN 978-4-0407-3480-4 |
| 02 | 17 апреля 2020 г.   | ISBN 978-4-0407-3636-5 |
| 03 | 20 августа 2020 г.  | ISBN 978-4-0407-3740-9 |
| 04 | 19 декабря 2020 г.  | ISBN 978-4-0407-3741-6 |
| 05 | 20 мая 2021 г.      | ISBN 978-4-0407-3742-3 |
| 06 | 18 сентября 2021 г. | ISBN 978-4-0407-4253-3 |
| 07 | 19 марта 2022 г.    | ISBN 978-4-0407-4254-0 |
| 08 | 20 июля 2022 г.     | ISBN 978-4-0407-4607-4 |
| 09 | 20 января 2023 г.   | ISBN 978-4-0407-4766-8 |
| 10 | 20 июля 2023 г.     | ISBN 978-4-0407-5017-0 |
| 11 | 17 ноября 2023 г.   | ISBN 978-4-0407-5018-7 |
| 12 | 19 октября 2024 г.  | ISBN 978-4-0407-5338-6 |
| 13 | 20 июня 2025 г.     | ISBN 978-4-0407-5893-0 |

Сборники рассказов
| №  | Дата публикации    | ISBN                   |
| -- | ------------------ | ---------------------- |
| 01 | 19 марта 2021 г.   | ISBN 978-4-0407-4066-9 |
| 02 | 18 декабря 2021 г. | ISBN 978-4-0407-4358-5 |
| 03 | 20 октября 2022 г. | ISBN 978-4-0407-4728-6 |
| 04 | 17 марта 2023 г.   | ISBN 978-4-0407-4919-8 |
| 05 | 20 февраля 2024 г. | ISBN 978-4-0407-5264-8 |

### Промовидео
Перед изданием первого тома ранобэ было выпущено промовидео, в котором Юитиро Умэхара, Сора Амамия, Мику Ито, Нао Тояма, Аой Юки, Сумирэ Уэсака, Аянэ Сакура и Томори Кусуноки озвучили роли членов организации «Светильник». Это был первый случай, когда в промовидео серии ранобэ было задействовано целых восемь сэйю.

### Манга
Первая часть адаптации ранобэ в формат манги, иллюстратором которой стала Канамэ Сэу, публиковалась с 27 мая 2020 по 27 апреля 2022 года в журнале сэйнэн-манги Monthly Comic Alive издательства Media Factory. Всего главы первой части были скомпонованы в три тома-танкобона. C 27 июня 2022 года в Monthly Comic Alive одновременно публикуются вторая и третья части манги, иллюстраторами которых стали Бэнисякэ и Сэу соответственно.
На территории США правами на выпуск манги на английском языке обладает издательство Yen Press.

#### Список томов
Часть первая
| №  | Дата публикации    | ISBN                   |
| -- | ------------------ | ---------------------- |
| 01 | 23 декабря 2020 г. | ISBN 978-4-0468-0002-2 |
| 02 | 23 августа 2021 г. | ISBN 978-4-0468-0542-3 |
| 03 | 20 июля 2022 г.    | ISBN 978-4-0468-1523-1 |

Часть вторая
| №  | Дата публикации    | ISBN                   |
| -- | ------------------ | ---------------------- |
| 01 | 21 февраля 2023 г. | ISBN 978-4-0468-2136-2 |
| 02 | 17 ноября 2023 г.  | ISBN 978-4-0468-2841-5 |

Часть третья
| №  | Дата публикации    | ISBN                   |
| -- | ------------------ | ---------------------- |
| 01 | 21 февраля 2023 г. | ISBN 978-4-0468-2137-9 |
| 02 | 17 ноября 2023 г.  | ISBN 978-4-0468-2842-2 |

Часть четвёртая
| №  | Дата публикации    | ISBN                   |
| -- | ------------------ | ---------------------- |
| 01 | 27 декабря 2024 г. | ISBN 978-4-0481-1298-7 |
| 02 | 28 марта 2025 г.   | ISBN 978-4-0481-1472-1 |

### Аниме
Об адаптации ранобэ в формат аниме-сериала было объявлено 13 марта 2022 года во время проведения фестиваля Fantasia Bunko Online Festival. Производством аниме-сериала занялась студия Feel, режиссёром стал Кэйитиро Кавагути, сценаристом — Синъити Иноцумэ, дизайнером персонажей — Сумиэ Киносита, а композитором — Ёсиаки Фудзисава. Аниме-сериал транслировался с 5 января по 30 марта 2023 года на AT-X, Tokyo MX и других телеканалах. Открывающая музыкальная тема аниме-сериала — «Tomoshibi» (яп. 灯火 То:мосиби, «Свет»), исполненная певицей nonoc; закрывающая — «Secret Code», исполненная певицей Кономи Судзуки.
Во время проведения Anime NYC в ноябре 2022 года американская компания Sentai Filmworks объявила о приобретении лицензии на показ аниме-сериала посредством сервиса HIDIVE.
В апреле 2023 года был анонсирован второй сезон, трансляция которого проходила с 13 июля по 28 сентября этого же года. Вся основная команда, работавшая над первым сезоном, осталась прежней. Открывающая музыкальная тема второго сезона — «Rakuen» (яп. 楽園 Ракуэн, «Рай»), исполненная nonoc; закрывающая — «Nuisance» (яп. ニューサンス Ню:сансу, «Помеха»), исполненная группой Sajo no Hana.

### Спектакль
В октябре 2023 года во время мероприятия Fantasia Bunko Daikanshasai Online 2023 было объявлено об адаптации сюжета ранобэ в формат спектакля, показ которого проходил с 20 по 28 января 2024 года на сцене театра Гиндза Хакухинкан в Токио.

## Приём
К концу июля 2020 года общий тираж ранобэ достиг 100 тысяч проданных копий. На октябрь 2021 года общий тираж ранобэ составил более 500 тысяч проданных копий.
В ежегодном справочнике Kono Light Novel ga Sugoi! за 2021 год Spy Classroom заняло вторые места в рейтингах «Лучшее ранобэ в формате бункобона» и «Лучшая новая работа», а иллюстратор серии Томари — седьмое место в рейтинге лучших иллюстраторов. В рейтинге лучших бункобонов за 2022 год ранобэ заняло тринадцатое место, а в рейтинге за 2023 год — восьмое.
Сатоси Маэдзима из газеты «Асахи симбун» похвалил сюжет первого тома ранобэ, однако подвёрг критике главную героиню, посчитав её недостаточно проработанной. Ребекка Сильверман с сайта Anime News Network также похвалила сюжет первого тома, назвав его «забавным» и «интересным», однако отнесла к недостаткам авторские несостыковки в части попыток «связать всё воедино». Демельза с сайта Anime UK News поставила первому тому девять баллов из десяти, отметив в заключение «[...] Spy Classroom привносит нечто новое на рынок ранобэ на английском языке и стало приятным чтением».